# Enrico Chiesa
Enrico Chiesa (* 29. Dezember 1970 in Genua) ist ein ehemaliger italienischer Fußballspieler und aktueller -trainer. Während seiner aktiven Laufbahn spielte er auf der Position des Stürmers. Er ist der Vater des Fußballspielers Federico Chiesa.

## Karriere

### Im Verein
Chiesas Karriere begann beim Amateurklub US Pontedecimo, von wo aus er 1987 zu Sampdoria Genua wechselte. Sein Serie-A-Debüt gab er am 16. April 1989 beim 0:1 gegen die AS Rom. Anschließend sammelte er von 1990 bis 1992 Spielpraxis bei den Serie-C-Klubs Teramo Calcio und Calcio Chieti, ehe er wieder zu Sampdoria zurückkehrte. Da er bei Sampdoria nicht überzeugen konnte, wurde er 1993 an den FC Modena und 1994 an die US Cremonese ausgeliehen, wo er in deren Serie-A-Saison insgesamt 14 Mal traf. 1995 kehrte er wieder zu Sampdoria zurück, dort bildete er gemeinsam mit Roberto Mancini ein exzellentes Sturmduo, schoss in 27 Spielen 22 Tore und wurde zu Italiens Fußballer des Jahres 1996 gewählt. Im selben Jahr folgte der Wechsel zum aufstrebenden Klub AC Parma, bei welchem er zusammen mit seinem kongenialen Sturmpartner Hernán Crespo den 1998/99 den UEFA-Pokal und den Italienischen Pokal gewann und in jeder seiner drei Spielzeiten über zehn Pflichtspieltore erzielte. Chiesa wechselte nach den beiden Pokalgewinnen für knapp 15 Millionen Euro zur sich stark aufrüstenden AC Florenz, wo er mit Predrag Mijatović um einen Platz im Sturm kämpfte. Dadurch und wegen Verletzungen konnte er in der Saison 1999/2000 nur sieben Treffer erzielen. 2000 stieg er nach dem Abgang von Gabriel Batistuta zum Stammstürmer auf und erzielte respektable 22 Treffer in 30 Spielen. Die darauffolgende Saison 2001/2002 verlief für Chiesa aufgrund vieler Verletzungen eher enttäuschend, er kam nur zu fünf Einsätzen und fünf Toren.
Chiesa verließ anschließend den Klub und schloss sich Lazio Rom an. Dort blieb er nach einer für ihn schlecht laufenden Saison nur ein Jahr und wechselte zur AC Siena. Bei Siena stieg er wieder zum Schlüsselspieler und Fanliebling auf, indem er Siena mit vielen wichtigen Toren vor dem Abstieg in die Serie B bewahrte. Nachdem Chiesa in den ersten drei Spielzeiten bei Siena jeweils mindestens zehn Tore schoss, konnte er in der darauffolgenden Saison 2006/07 kein Tor erzielen. Chiesa blieb ob seiner 36 Jahre trotzdem für die Saison 2007/08 unter Vertrag, er bestritt in dieser Saison jedoch lediglich zwei Kurzeinsätze.
Im Sommer 2008 wechselte Chiesa nach fünf Jahren bei Siena für zwei Jahre zum ASC Figline. Nachdem er zum Saisonende 2009/10 seine aktive Laufbahn beendet hatte, übernahm er das Amt des Cheftrainers bei der ASC Figline.

### In der Nationalmannschaft
In der italienischen Nationalmannschaft debütierte Chiesa unter Arrigo Sacchi am 29. Mai 1996 beim 2:2 gegen Belgien. Mit Italien nahm er an der EM 1996 in England und der WM 1998 in Frankreich teil. Für die Nationalmannschaft kam er 17 Mal zum Einsatz und erzielte sieben Tore. Sein letztes Länderspiel bestritt er 2001 gegen Südafrika.

## Erfolge
- Italienischer Pokalsieger: 1998/99, 2000/01
- UEFA-Pokal-Sieger: 1998/99
- Italiens Fußballer des Jahres: 1996
- Torschützenkönig im UEFA-Pokal: 1998/99

## Sonstiges
In seiner Zeit bei der AC Parma spielte Chiesa mit Gianluigi Buffon zusammen. In der Spielzeit 2020/21 spielte Buffon mit Chiesas Sohn Federico bei Juventus Turin.